# Kriminalvården
Kriminalvården är en statlig myndighet med ansvar för häkten, fängelser och frivård. Kriminalvårdens uppgift är att göra samhället säkrare, tryggare och att minska återfall i brott. I uppdraget ingår också att transportera klienter mellan domstol, häkte och anstalt, men transporter utförs även för Polisens och Migrationsverkets räkning.
Myndigheten är från 1 oktober 2022 beredskapsmyndighet och ingår i beredskapssektorn ordning och säkerhet.

## Kriminalvårdens uppdrag
Kriminalvårdens uppgift är att tillsammans med polis, åklagare och domstolar minska brottsligheten och öka människors trygghet. Kriminalvården lyder under regeringen och hör till Justitiedepartementets ansvarsområde.
I den dagliga verksamheten arbetar Kriminalvården med att påverka klienterna till att inte återfalla i brott. Kriminalvården värnar om en human människosyn och om klienternas integritet och rättssäkerhet. Den som avtjänar ett straff ska göra det på ett säkert sätt och ska inte kunna begå brott under sin tid i Kriminalvården.

## Särskilt resurskrävande individer (SRI)
Kriminalvården uppskattar att minst 60 procent av de intagna lider av beroendeproblematik. Ungefär hälften av dem som sitter av långa straff har personlighetsstörningar. Nästan en tredjedel har någon psykisk sjukdom. Drygt en fjärdedel har en neuropsykiatrisk störning.

## Historik
Kriminalvården, tidigare Kriminalvårdsverket, är en statlig myndighet som sedan kriminalvårdsreformen 1974 handhar svensk kriminalvård och därmed verkställande av straff. Kriminalvården var tidigare flera myndigheter. 
Styrelsen över fängelser och arbetsinrättningar i riket, från 1859 Fångvårdsstyrelsen, sedermera Kriminalvårdsstyrelsen (KVS), började sin verksamhet den 3 februari 1825. Fram till 1998 utgjorde varje anstalt, häkte och frivårdskontor en egen myndighet på lokal nivå. År 1998 ersattes dessa drygt 140 myndigheter av lokala kriminalvårdsmyndigheter (KVM). Kriminalvårdsstyrelsen var central förvaltningsmyndighet för kriminalvården och chefsmyndighet för de 35 lokala kriminalvårdsmyndigheterna (2005) och Transporttjänsten. 
Genom en reform som genomfördes den 1 januari 2006 avvecklades de lokala kriminalvårdsmyndigheterna, Transporttjänsten och Kriminalvårdsstyrelsen och en ny myndighet, Kriminalvården, inrättades.

## Huvudkontoret
HK är den centrala ledningen inom kriminalvården. HK finns i Norrköping. Föregångaren till HK och KVS inrättades 3 februari 1825 och gick under beteckningen Styrelsen över fängelser och arbetsinrättningar i riket, med säte på Långholmen, Stockholm. Den bytte 1859 namn till Fångvårdsstyrelsen.

### Kriminalvårdens generaldirektörer

#### Fångvårdsstyrelsen
- februari 1855 – maj 1855: Louis de Geer (tillförordnad)
- 1855–1867: Wilhelm Stråle
- 1867–1885: Gustaf Fridolf Almquist
- 1885–1910: Sigfrid Wieselgren
- 1910–1927: Viktor Almquist
- 1927–1936: Gustaf Vilhelm Masreliez[6]
- 1936–1960: Hardy Göransson[6]
- 1960–1970: Torsten Eriksson

#### Kriminalvårdsstyrelsen
- 1970–1987: Bo Martinsson
- 1987: Ulf Larsson (avgick sedan Stig Bergling avvikit under permission)
- 1987–1994: Björn Weibo
- 1994–2003: Bertel Österdahl
- 2003–2004: Lena Häll Eriksson (avgick sedan ett stort antal rymningar gjorts från anstalter med hög säkerhetsklassning)
- 2004–2011: Lars Nylén

#### Kriminalvården
- 2011–2012: Inga Mellgren (tillförordnad)
- 2012–2019: Nils Öberg
- 2019–2020: Stefan Strömberg (tillförordnad)
- 2020–: Martin Holmgren

## Kriminalvårdens författningssamling
Kriminalvårdens författningssamling består av föreskrifter och allmänna råd.

## Frivården
Frivården är en av Kriminalvårdens tre verksamheter och det finns 34 frivårdskontor runt om i Sverige. Frivård är kriminalvård som äger rum ute i samhället och innebär både kontroll och stöd för den dömda. Merparten av de som döms till kriminalvård finns i frivården, man räknar med cirka 14 000 personer/år. Frivården ansvarar för övervakning av villkorligt frigivna, personer dömda till skyddstillsyn samt samhällstjänst. Frivården hanterar även verkställighetsformen intensivövervakning som den som döms till fängelse max 6 månader kan ansöka om. Frivården utför också ett stort antal yttranden samt personutredningar varje år. Det är de olika domstolarna i Sverige som kan begära att frivården utför dessa. I en personutredning ingår att kartlägga den misstänktes sociala situation avseende bostad, försörjning och ekonomi, familjeförhållanden, hur umgänget ser ut, fritidsintressen, förekomst av eventuellt missbruk av alkohol, narkotika, dopingpreparat eller läkemedel, spelvanor, fysisk och psykisk hälsa samt kriminalitet. Uppgifter från socialregister, Kronofogden och Försäkringskassan inhämtas och när det behövs även uppgifter från andra myndigheter. Utifrån vad som framkommer genom utredningen görs en bedömning av risken för att personen kan komma att begå brott i framtiden. Bedöms risken inte vara förhöjd saknas även ett övervakningsbehov. Bedöms risken för framtida kriminalitet vara förhöjd eller rent av hög, föreligger ett övervakningsbehov. Då ska frivården till domstolen ge ett lämpligt påföljdsförslag utifrån vilka behovsområden som kommit fram i personutredningen. Skulle det komma fram att den misstänkte har ett omfattande missbruk av något slag och är motiverad till att förändra, ansvarar frivården för att en utredning avseende skyddstillsyn med särskild behandlingsplan, en så kallad kontraktsvårdsutredning genomförs. Kontraktsvård kan genomföras både på institution eller i öppenvård. Frivården erbjuder även en lång rad behandlingsprogram inom kriminalitet, våld, partnervåld, sexualbrott samt missbruk och beroende. Man har även strukturerade samtal för att motivera klienten att inte återfalla i brott eller missbruk. Frivården har även ett samordningsansvar över alla dömdas verkställighetsplaneringar, även för de klienter som avtjänar straff på anstalt. Frivården har även huvudansvar för att genomföra planering och utredning av två av fyra utslussningsåtgärder, halvvägshus samt utökad frigång. Det krävs stor kompetens för att arbeta som frivårdsinspektör. Man måste både ha förmåga att motivera, skapa tillit, påverka och hjälpa. Samtidigt är man tvungen att sätta gränser och stå upp för ett rättssäkert agerande. Som frivårdsinspektör bör du ha god förmåga att kunna samverka med externa samverkansaktörer, till exempel socialtjänst, landsting samt andra vårdgivare. Alla frivårdsinspektörer skall idag ha en lämplig akademisk examen tex. socionom, beteendevetare, jurist eller samhällsvetare.

## Tjänstedräkt
Kriminalvårdens personal i klientnära arbete bär tjänstedräkt, i dagligt tal kallad uniform. Uniformerna består i grund av en ljusare blå skjorta med mörkblå slips, slipsen har kriminalvårdens vapen med en röd linje över och under, mörkblå byxa samt mörka skor. Kriminalvårdens tjänstedräkt består även av en mörkblå pikétröja, en stickad tröja (kallad Nato-tröja), slipover och pullover samt polotröja. Som ytterkläder finns jacka, vindjacka och parkas. Kriminalvårdspersonalen kan även till tjänstedräkt bära kavaj och långrock (vanligtvis vid speciella tillfällen). Tjänstedräkten är uppmärkt med kriminalvårdens vapen mot svart bakgrund på vänster arm. Till tjänstedräkten bär kriminalvårdens personal namnbricka där namn samt befattning anges. Till tjänstedräkten kan även viss utrustning bäras, till exempel batong, handfängsel, pepparspray och kommunikationsradio. Personal som tjänstgör vid frivården bär inte tjänstedräkt.

## Kriminalvårdens befattningar

### Kriminalvårdare
Den vanligaste befattningen inom kriminalvården är kriminalvårdare, det vill säga den del av personalen som jobbar närmast klienterna (de intagna) i anstalt eller häkte. Kriminalvårdaren kan ha varierande arbetsuppgifter och kan både jobba med säkerhets- och tillsynsuppgifter, vilket är vanligast, men även med behandlande arbetsuppgifter (programverksamhet).
Kriminalvården har de senaste åren gått från att vara en ganska "platt" organisation till en organisation med klar befälsordning. En kriminalvårdare kan därför bli utsedd till att ha ett funktionsansvar som någon typ av befäl, exempelvis vakthavande befäl eller larmchef. Detta är en återgång till en tidigare organisationsform, då med befälsgraderna övertillsynsman och tillsynsman.

### Vakthavande befäl
Vakthavande befäl är lik polisens vakthavande befäl och fungerar som operativ chef eller arbetsledare. Det är även denna person som har högsta befälet på landets slutna enheter under icke kontorstid. Vakthavande befäl har till uppgift att fatta beslut gällande placeringar, säkerhetsfrågor och säkerhetsarbete.

### Larmchef
Larmchef är, som namnet antyder, chef vid larm. Larmchefen är det vakthavande befälets förlängda arm och har till uppgift att verkställa de beslut som vakthavande befäl tar vid en incident. Larmchefen motsvarar polisens insatschef, det vill säga den som leder och fördelar arbetet på incidentplatsen. På incidentplatsen är det endast larmchefen som har befälet och denne tar endast order av vakthavande befäl.

### Programledare
Programledare är den person som leder Kriminalvårdens behandlingsprogram. Dessa har som huvudsyfte att minska risken för återfall i kriminalitet. Kriminalvården har flera olika behandlingsprogram bland annat riktade mot våldsproblematik, allmänkriminalitet, sexualbrott eller våld i nära relation.

### Produktionsledare
Produktionsledare är de personer som ansvarar och leder arbete i den produktion som kriminalvården har, se Krimprod.

### Frivårdsinspektör
Handläggare i frivården av klientärenden. Frivården är den del av Kriminalvården som ansvarar för påföljder i frihet. En stor del av en frivårdsinspektörs arbete handlar om övervakning. Frivårdsinspektören övervakar både de klienter som blir villkorligt frigivna från fängelse och de som döms till skyddstillsyn, också när den kombineras med föreskrift om samhällstjänst eller särskild behandlingsplan, så kallad kontraktsvård.
Frivårdsinspektörer ansvarar också för intensivövervakning med elektronisk kontroll (fotboja), utför personutredningar i brottmål och lämnar yttranden om personer som står under övervakning samt domsbefordran. (Domsbefordran innebär att göra placeringsunderlag för de personer som dömts till fängelse och är på fri fot.) Frivårdsinspektörer förkortas till frinsp inom kriminalvården.

### Kriminalvårdsinspektör
Kriminalvårdsinspektör är den person som är chef för en enhet (anstalt, häkte eller frivård) eller chef för en del av en enhet, det vill säga en eller flera avdelningar. Kriminalvårdsinspektören har ansvar både för de intagna och för personalen men jobbar även med verksamhetsplanering och organisationsfrågor för den enhet han eller hon är chef för. Kriminalvårdsinspektören kan även ha speciella arbetsuppgifter, såsom ansvarig för säkerheten vid en enhet och kallas då kriminalvårdsinspektör, säkerhet. Detta kan innebära personalansvar för säkerhetspersonal och oftast är då kriminalvårdsinspektören chef över de vakthavande befälen. Kriminalvårdsinspektör förkortas kvinsp inom kriminalvården.

### Kriminalvårdschef
Kriminalvårdschef är den person som är chef för ett lokalt verksamhetsområde. Ett verksamhetsområde är vanligtvis geografiskt bundet till en stad, där kriminalvårdschefen kan ha en eller flera enheter under sig. Är det en större enhet, som till exempel Anstalten Kumla, har kriminalvårdschefen oftast bara den enheten under sig. Kriminalvårdschef förkortas KVC inom kriminalvården.

### Regionchef
Regionchef är en person som är chef för en av kriminalvårdens sex regioner. Dessa är region syd, mitt, öst, väst, nord och Stockholm. Regionchefen har en stab med olika experter som har till uppgift att dels vara enheterna och verksamhetsområdena behjälpliga inom sitt specialområde men även att följa upp och se till att uppgifter som ges av huvudkontoret eller regionkontoret verkställs. I regionkontorets stab finns det experter såsom personal-, rättsvårds-, programexpert med mera, men även personer med titeln inspektör, exempelvis säkerhetsinspektör. De senare ska inte förväxlas med kriminalvårdsinspektör, då säkerhetsinspektören inte har någon enhet under sig eller något personalansvar.

### Generaldirektör
Generaldirektörens stab, huvudkontoret, har samma struktur som regionernas staber men mer omfattande, samt andra arbetsuppgifter. Huvudkontoret är uppdelat i enheter som har chefer, experter och handläggare. Se även lista med innehavare av befattningen.

### Övriga
Utöver de befattningar som nämnts ovan har kriminalvården även administrativ personal som kanslister, personalassistenter, ekonomiassistenter med flera. Det finns även befattningar som kock, lärare, studieledare, lokalvårdare, fastighetstekniker samt utbildare på kriminalvårdens personalutbildningsenheter, KRUT.

## PodcastUtan att passera gå
Kriminalvårdens podcast Utan att passera gå kostar 129 000 kronor per avsnitt. Det är 2023 den dyraste podcast av de som produceras av svenska myndigheter. Utöver det betalar myndigheten 3 miljoner kronor för att marknadsföra podden. Företrädare för myndigheten sade att utan marknadsföringen så hade podden inte hamnat etta på podtoppen, och inte varit på podtoppen överhuvud taget.

## Skandaler och korruption
Under 2011 inleddes en omfattande utredning om korruption och mutbrott. I samband med utredningen greps Kriminalvårdens tidigare fastighetschef. PÅ 2020-talet har Kriminalvården kritiserats bl.a. för dålig arbetsmiljö, bristfälligt ledarskap, godtyckliga uppsägningar och diskriminering av finländare .

## Kriminalvårdens uppgift i krig
Kriminalvårdens verksamhet ställer höga krav på säkerhetsmedvetenhet och en välstrukturerad säkerhetsplanering, vilket gör att myndigheten alltid är förberedd på att hantera krissituationer. Som beredskapsmyndighet har Kriminalvården i uppdrag att motstå hot och risker, minska sårbarheter, hantera kriser i fredstid och upprätthålla sina ordinarie uppgifter även vid höjd beredskap. Tillsammans med andra myndigheter inom beredskapssektorn för ordning och säkerhet arbetar Kriminalvården för att säkerställa att rättskedjan fungerar sammanhängande oavsett om det handlar om fredstida kriser, höjd beredskap eller krig.